# Muang Hôngsa (ort)
Muang Hôngsa (engelska: Hongsa) är en ort i Laos.   Den ligger i provinsen Sainyabuli, i den västra delen av landet, 230 km nordväst om huvudstaden Vientiane. Muang Hôngsa ligger 569 meter över havet och antalet invånare är 6 000.
Terrängen runt Muang Hôngsa är huvudsakligen kuperad, men den allra närmaste omgivningen är platt. Muang Hôngsa ligger nere i en dal. Runt Muang Hôngsa är det glesbefolkat, med 16 invånare per kvadratkilometer. Det finns inga andra samhällen i närheten. I omgivningarna runt Muang Hôngsa växer i huvudsak städsegrön lövskog.